# Kazimierz Lgocki
Kazimierz (Jan Kazimierz) Lgocki herbu Orla – konsyliarz konfederacji barskiej księstw oświęcimskiego i zatorskiego, chorąży pułku konnego koniuszego koronnego, wojski większy oświęcimski i zatorski w 1772 roku, miecznik oświęcimski i zatorski w latach 1770 roku, wojski mniejszy oświęcimski i zatorski w 1766 roku.
Był elektorem Stanisława Augusta Poniatowskiego.